# Société internationale pour l'étude des femmes de l'Ancien Régime
La Société internationale pour l'étude des femmes de l'Ancien Régime (SIEFAR) est une association loi de 1901 créée en 2000 à Paris. Elle a pour but de faire découvrir les conditions d'existence, la pensée, l'action et les œuvres des femmes sous l'Ancien Régime, principalement en France, du Moyen Âge à la Révolution française.

## Description
La  Société internationale pour l'étude des femmes de l'Ancien Régime (SIEFAR) est une société savante interdisciplinaire, dont le siège est à Paris. Son but est de promouvoir les recherches sur les femmes de l'Ancien Régime en France.    
Elle est affiliée au Comité des travaux historiques et scientifiques.  
Adhérant aux principes de parité linguistique, elle cherche à faire surgir de l'oubli des mots féminins disparus de la langue française en promouvant les formes féminines existantes ou recommandées par divers organismes et textes législatifs,.  

## Origine
La SIEFAR est créée en 2000 à Paris par un groupe d'universitaires françaises et internationales. Elle est développée et dirigée par Éliane Viennot, sa première présidente, épaulée par un comité d'universitaires. Le profil de Viennot, autrice de nombreux travaux sur l'histoire des femmes et du langage, spécialiste de Marguerite de Valois et de l'histoire des femmes de la Renaissance, a modelé les orientations de la SIEFAR et du contenu de son site.  
Selon les professeurs de littérature canadiens Jean-Philippe Beaulieu et Diane Desrosiers-Bonin, « Les premiers colloques sur les femmes d'Ancien Régime ont [...] eu lieu en Amérique du Nord, souvent organisés par des seiziémistes. La création de la SIEFAR [...] a cependant donné une vigoureuse impulsion au domaine en France et en Europe continentale ».

## Ressources et travaux
Par l'intermédiaire d'un site Internet, bilingue anglais et français, la SIEFAR offre entre autres :
- un répertoire des spécialistes dans ce domaine, principalement des chercheuses
- un dictionnaire des femmes de l'Ancien Régime
- l'organisation de journées d'études, colloques et séminaires
- des publications[7].

Son dictionnaire des femmes de l'Ancien Régime contient une liste de 1 832 reines, religieuses, autrices, intellectuelles, artistes, scientifiques et salonnières, dont 664 disposent d'une biographie complète. Ce travail de conservation de la mémoire des femmes savantes s'inscrit dans la continuité de pratiques du XVIIe siècle ou du XVIIIe siècle.
Parmi les autres ressources proposées en histoire, littérature, musique, théâtre et philosophie figurent notamment un index de 500 revues consacrées aux femmes et questions de genre au Moyen Âge, une partie trilingue (français/anglais/allemand) consacrée aux différents aspects de la vie de Cour à la même époque, le projet Web17 lancé par Roger Duchêne sur les autrices françaises du XVIIe siècle et une bibliographie des écrivaines espagnoles (BIESES).  
Sont présentes aussi des rubriques regroupant des publications sur des sujets plus actuels, tels que « la guerre des mots » (à propos de la féminisation des noms de métiers), Revisiter la Querelle des femmes, un ensemble de contributions issues de trois séminaires complété par des publications extérieures sur le même sujet, ou encore sur des polémiques françaises jugées misogynes telles que celle initiée par l'ancien Président Sarkozy regrettant l'inscription dans les programmes scolaires de l'étude de La Princesse de Clèves, ou celle ayant entouré Louise Labbé décrite comme une « créature de papier ».
La professeure de littérature à l'université de Victoria Claire Carlin souligne que le projet de la SIEFAR est « parmi les plus intéressants pour la diversité de son contenu. ».

### Colloques et séminaires
L'ensemble des séminaires organisés par la SIEFAR à partir de 2007 s'inscrit dans le cadre d'un programme scientifique pluridisciplinaire et pluriannuel soutenu par plusieurs institutions, afin de revoir l'historiographie de la Querelle des femmes,. Cette controverse transnationale autour de la question de l'égalité femmes/hommes et de leurs différences ou de leurs ressemblances a donné lieu à des milliers d'écrits et laissé des traces dans de multiples ouvrages et documents, phénomène qui n'a pourtant été que peu étudié.
Ces colloques sur « Revisiter la Querelle des femmes » sont organisés conjointement par la SIEFAR et l'université Columbia à Paris en 2009, 2010 et 2011.

### Publications
- Dictionnaire des femmes de l'Ancien Régime[17].
- Éliane Viennot (dir.), Revisiter la « querelle des femmes » : discours sur l'égalité-inégalité des sexes, de 1750 aux lendemains de la Révolution, Saint-Étienne, Publications de l'Université de Saint-Étienne, coll. « L'école du genre », 2012, 201 p. (ISBN 978-2862726038)[12],[18].
- Armel Dubois-Nayt, Marie-Élisabeth Henneau et Rotraud von Kulessa (dir.), Revisiter la querelle des femmes. Discours sur l'égalité/inégalité des sexes en Europe, de 1400 aux lendemains de la Révolution, Saint-Étienne, Publications de l'Université de Saint-Étienne, coll. « L'école du genre », 2016, 328 p.[13]

## Présidence
- 2000-2008 : Éliane Viennot[19]
- depuis 2008 : Nathalie Grande